# نيون جينيسيس إيفانجيليون: صديقة الفولاذ 2nd (مانغا)
نيون جينيسيس إيفانجيليون: صديقة الفولاذ 2nd (باليابانية: 新世紀エヴァンゲリオン 鋼鉄のガールフレンド2nd، بالروماجي: Shin Seiki Evangelion Kōtetsu no Gārufurendo 2nd)، هي مانغا من تأليف فومينو هاياشي مقتبسة من القصة الأصلية لغايناكس. المانغا نسخة معدلة من لعبة الفيديو ذات الاسم نفسه، وتقوم بعرض أحداث الواسطة في الحلقة الأخيرة من نيون جينيسيس إيفانجيليون بشكل درامي، التي تظهر شخصيات المسلسل في كوميديا رومانسية في المدرسة بخلاف الأفكار المظلمة في المسلسل. سُلسِلت المانغا في اليابان من قبل كادوكاوا شوتين في أسكا الشهرية من 2003 إلى 2005 وجُمعت في 6 مجلدات.
موضوعة في الأرض البديلة، تتابع نيون جينيسيس إيفانجيليون: صديقة الفولاذ 2nd أحداث الحلقة 26، التي يرى شينجي فيها عالماً أكثر سعادة حيث أسكا صديقة طفولته، وميساتو رائدة فصله، وريه طالبة انتقلت للتو. تكون الإيفانجيليون والملائكة جزءاً من القصة وليست مشروحة بالكامل؛ حيث ظهروا في نهاية المجلد الثاني، حيث يقاتل شينجي وريه ساكييل. اختتمت القصة بنهاية أكثر سعادة من مسلسل الأنمي.

## القصة
كما في مسلسل الأنمي، تتعامل المجلدات الأربعة الأولى مع غزو الملائكة ولكن من زاوية أكثر اختلافاً. وأكثر من ذلك، فالعديد من المجازات الأكثر دنيوية المألوفة في المانغا اليابانية تحدث في نفس وقت الغزو، مثل:
- شينجي وأسكا صديقان منذ الطفولة، ولكن الاثنين كليهما مترددان في ترك صداقتهما وتكوين علاقة أعمق منها. ومع ذلك، صارت أسكا تغار من ريه عندما انجذبت نحو شينجي.
- كنسكي في علاقة عشق غير متبادل مع أسكا، لكنه خائف من البوح بذلك خوفاً من مشاعر شينجي المحتملة تجاهها. ريه في موضع متوازٍ، مع انعكاس الأدوار.
- توجي يتواعد من هيكاري، رغم أن الغزو يهدد حياتهما.
- كاورو أيضاً صديق شينجي منذ الطفولة. لكن صداقتهما نشأت من حوادث في طفولتهما بعد أن هجرت أسكا شينجي، ولم يتعايش هو وأسكا. مع وقت المانغا، فشل كاورو في تكوين علاقة حميمة مع أي شخص عدا شينجي، ويمقت علاقة شينجي الأقرب مع أسكا، ويحاول منع ريه من الاقتراب من شينجي.
- جدول عمل غيندو إيكاري وشخصيته الباردة تنفر شينجي منه، الذي بالمقابل يكره سلوك والده تجاه والدته، يوي.

مع نهاية المجلد الرابع، الشخصيات الرئيسية، كقواد إيفانجيليون، تفرقوا وأُرسلوا إلى بقاع شتى على سطح الأرض، بالرغم من رغبتهم (و، باستثناء واحد، يريدون) الاجتماع بعد زوال تهديد الملائكة ونموهم حتى يصيروا كباراً على قيادة الإيفانجيليون.
المجلد الخامس هو مشهد ارتجاعي عن شباب غيندو ويوي. هذا المجلد يظهر غيندو كشاب جانح وعنيف في المدرسة الثانوية، هُجر من قبل والديه. قُدمت يوي كطالبة متميزة منجذبة نحو غيندو وتساعده في تخطي مشاكله.
المجلد السادس والأخير يعود إلى زمن القصة الرئيسية بعد هزيمة الملائكة، وبالتحديد أحداث ومصير الشخصيات بعد أن كبروا. يحاول المجلد ربط النهايات المفكوكة، بما فيها:
- ريه وريتسكو، اللتين تعملان معاً، الاثنتان تدركان أن مشاعرهما العاطفية ستبقى غير متبادلة - مشاعر ريه نحو شينجي، وريتسكو تجاه غيندو.
- ميساتو وكاجي، اللذين تواعدا في الكلية ولايزالان صديقين حميمين، يراجعان علاقتهما. بالرغم من أنهما يبدوان منفصلين بعد الكلية، لكنهما يدركان أنهما ليسا منفصلين «رسمياً» ولايزالان متبادلي المشاعر. الاثنان يوافقان على بقاء علاقتهما، ولكن بدون استباق الأحداث.
- هيكاري وتوجي يواجهان علاقة بعيدة المدى، التي صارت معقدة بسبب المخاطر المتكررة في عمل توجي.
- شينجي وأسكا مجبران على التعامل مع التوترات في علاقتهما بنفسيهما، خاصة أن كاورو (على ما يبدو) ليس موجوداً لنزع فتيل جدالاتهما.

هوية كاورو الحقيقية، وأهدافه، وغايته، ومشاعره، ومصيره النهائي ملمح لها في كلا زمني القصة، لكن لم تحدد بشكل صريح.

## الشخصيات
شخصيات نيون جينيسيس إيفانجيليون: صديقة الفولاذ 2nd هي صور بديلة للشخصيات من مسلسل الأنمي.
شينجي إيكاري
شينجي إيكاري هو البطل الرئيسي في المانغا. خجول، وصامت وسهل التأثر بما حوله. يشبه كثيراً شخصيته الأصلية، إلا أنه اجتماعي وعفوي أكثر من ذي قبل. شينجي صديق طفولة أسكا.
أسكا لانغلي سوريو
أسكا لانغلي سوريو فتاة حمراء الشعر ذات مزاج ناري، وبالرغم من صداقتها مع شينجي إلا أنها عادة ما تعاقبه. غضبها عنيف خاصة في بداية القصة: فهي معلنة لعداوتها تجاه كاورو، وقامت بسكب ماء مغلي على شينجي بسبب غيرتها خلال حصة الطبخ. على أية حال، فهي تهتم كثيراً بأصدقائها، وتساعدهم وتدافع عنهم عند القدرة. خيبت أسكا ظنها بنفسها كرفيقة شينجي ولديها حس واضح بالخطأ والصواب. بالرغم من إلحاحها بعض الأحيان، إلا أنها لا تريد تكليف أحد عبئاً أو الشعور باللا فائدة، وبالأخص والديها أو شينجي، مشابهة لمشاعر الضعة بالنسبة للشخصية الأصلية في المسلسل.
ريه أيانامي
ريه أيانامي فتاة انبساطية واهتياجية، مما يجعلها القطب المعاكس لنظيرتها الأصلية. على أي حال، فهي جاهلة بكيفية أداء الأشياء البسيطة مثل كسر بيضة. ريه مكروهة من قبل الفتيات بسبب «مغازلة» الفتيان وارتداء زي مدرستها القديمة بدلاً من شراء الزي النظامي للمدرسة. تظهر مشاهد استرجاعية أنها شُجِّعت وأُشيد بها من قبل من ربوها.
كاورو ناغيسا
كما في الأنمي، كاورو ناغيسا فتى ذو ماضٍ غامض يعمل مسؤولو نيرف على كشفه. لكن، رغم نقص السجلات الرسمية، يتذكر شينجي أنه كان صديقاً لكاورو لمدة عقد، أو منذ عرف أسكا. بالتحديد، عادة ما يعزف شينجي وكاورو الموسيقى معاً (شينجي على التشيلو وكاورو على الكمان). أيضاً، اتضح أيضاً أن كاورو يحس بـ«ولع» غير مألوف تجاه شينجي، ويظهر أحياناً كجزء من «مثلث حب» يدور حول شينجي. ظهوره في كل من مرحلتي القصة لكل من غيندو وشينجي يلمح على صلة عميقة بالملائكة.
توجي سوزوهارا
زميل شينجي، توجي سوزوهارا، هو أحد أصدقاء شينجي الذين قُبلوا في برنامج نيرف للقيادة إلى جانبه. توجي يتبادل مشاعره العاطفية مع هيكاري عندما أفصحت عنها تجاهه. كما في نظيره في الأنمي، فقد عُرض كالطالب القوي في المجموعة، وعادة ما يتشاجر لفظياً مع أسكا. على أي حال، فهو يملك جانباً ضعيفاً من شخصيته؛ أثناء كونه في الاستعداد لقيادة الإيفانجيليون، كان توجي مرعوباً، لكنه اعترف بأنه سيخاطر بحياته من أجل هيكاري.
كنسكي أيدا
كنسكي أيدا هو أحد أصدقاء شينجي الذي قبلوا في برنامج نيرف للقيادة. لديه هواية التصوير بكاميرا الفيديو. في هذه المانغا، كنسكي مغرم بأسكا وعادة ما يحاول جعلها تعترف به. صرح كنسكي لأسكا في وقت لاحق بمشاعره تجاهها وسألها إن كان «جيد بما فيه الكفاية ليحل محل شينجي»، مما جعلها تهرب منه. بعد تبادله مع أسكا في وضع الاستعداد، أدرك كنسكي أنها لن تتبادله الشعور، وقبل دوره كمجرد صديق لها.
ميساتو كاتسراغي
ميساتو كاتسراغي هي رائدة فصل شينجي وأسكا. لديها أيضاً بعض المهام العملية في نيرف، وتدرس الطبخ أيضاً (لذا يبدو أنها تستطيع الطبخ جيداً).
ريتسكو أكاغي
ريتسكو أكاغي هي ممرضة المدرسة، وهي مغرمة بغيندو إيكاري. صُورت ريتسكو كرئيسة الأطباء وموظفة أبحاث في نيرف.
ريوجي كاجي
ريوجي كاجي هو باحث ومحقق في نيرف يقوم بالبحث في خلفية كاورو ناغيسا. على عكس الأنمي، فعمله رسمي في نيرف، ويقوم بإرسال التقارير إلى غيندو إيكاري بشكل علني. تواعد مع ميساتو عندما كانا في الكلية، وباختياره، قام بالانضمام إلى نيرف ليبقى قريباً منها.
يوي إيكاري
يوي إيكاري، والدة شينجي، لاتزال حية وتعمل في نيرف إلى جانب زوجها غيندو ووالدي أسكا. حياتها في المدرسة الثانوية وعلاقتها مع غيندو ذُكرت في المجلد الخامس.

## المانغا
نيون جينيسيس إيفانجيليون: صديقة الفولاذ 2nd نشرت في اليابان من قبل كادوكاوا شوتين. تمت سلسلستها في أسكا الشهرية من 2003 إلى 2005 وجمعت في 6 مجلدات منفصلة. تمت سلسلتها في نيوتايب أمريكا من أغسطس 2005 إلى يناير 2006. نشرت بالإنجليزية بواسطة أي دي في مانغا، في تايلند بواسطة سيام إنتر كومكس، في فرنسا بواسطة غلينات، في ألمانيا بواسطة كارلسين كومكس، في إيطاليا بواسطة بانيني كومكس، في إسبانيا بواسطة نورما إدتوريال، في المكسيك بواسطة غروبو إدتوريال فيز، في الأرجنتين بواسطة إدتوريال إفريا، وفي البرازيل بواسطة كونراد إدتورا.

## الاستقبال
وجدت مانغالايف أن العديد من الشخصيات أقل اضطراباً عاطفياً في صديقة الفولاذ 2nd. إد تشافيز، يكتب لمانيا إنترتينمنت، أحس أن صديقة الفولاذ 2nd كانت «مقتبسة من التناقضات»، أثناء الاستمتاع بمظهر الكوميديا الرومانسية المدرسية في المانغا، والخوف على المراهقين من مكائد البالغين. إنترنت بوكواتش يصف السلسلة كـ«أقل بروداً» من إيفانجيليون الأصلية، لكن ينوه على أن الشخصيات «لاتزال بحاجة لمواجهة شياطينها الداخلية».

## وصلات خارجية
- موقع أيه دي في مانغا
- نيون جينيسيس إيفانجيليون: صديقة الفولاذ 2 على موقع ANN manga (الإنجليزية)